# إيفان لويس (سياسي)
إيفان لويس (بالإنجليزية: Evan Lewis) هو سياسي أمريكي، ولد في 2 يوليو 1869، وتوفي في 1941. حزبياً، نشط في الحزب الجمهوري.